# Ortenberg, Hessen
Ortenberg är en stad i Wetteraukreis i Regierungsbezirk Darmstadt i förbundslandet Hessen i Tyskland.